# Springhill (Florida)
No confundirse con Spring Hill (Florida)
Springhill es un lugar designado por el censo ubicado en el condado de Santa Rosa en el estado estadounidense de Florida. En el Censo de 2010 tenía una población de 160 habitantes y una densidad poblacional de 4,93 personas por km².

## Geografía
Springhill se encuentra ubicado en las coordenadas 30°44′52″N 86°55′14″O / 30.74778, -86.92056. Según la Oficina del Censo de los Estados Unidos, Springhill tiene una superficie total de 32.43 km², de la cual 32.43 km² corresponden a tierra firme y (0.02%) 0.01 km² es agua.

## Demografía
Según el censo de 2010, había 160 personas residiendo en Springhill. La densidad de población era de 4,93 hab./km². De los 160 habitantes, Springhill estaba compuesto por el 92.5% blancos, el 0.63% eran afroamericanos, el 4.38% eran amerindios, el 0% eran asiáticos, el 0% eran isleños del Pacífico, el 0% eran de otras razas y el 2.5% pertenecían a dos o más razas. Del total de la población el 1.88% eran hispanos o latinos de cualquier raza.